# Vorderer Zinggenstock
Vorderer Zinggenstock (alternativt: Vordre Zinggenstock eller Vorder Zinggestock) är en bergstopp i kommunen Guttannen i kantonen Bern i Schweiz. Den är belägen i Bernalperna, cirka 75 kilometer sydost om huvudstaden Bern. Bergstoppen ligger i närheten av Grimselsee och Oberaarsee. Toppen på Vorderer Zinggenstock är 2 921 meter över havet.